# Cultura do Omã
A cultura omani está enraizada na religião islâmica. A região do Omã desenvolveu a sua própria variedade do islamismo, conhecida como ibadismo; outras vertentes da religião, no entanto, como o sunismo e o xiismo, também são praticadas. Sendo assim, o mês islâmico do jejum, o Ramadã e outras festas e feriados islâmicos estão entre os eventos mais importantes da cultura do país.

## Roupa nacional
Para os homens a roupa nacional é um manto sem gola, que tem mangas compridas e chega até o tornozelo, chamado de dishdasha. Normalmente sua cor é branca, embora cores como marrom, lilás e até negro possam ser usadas. Existem diversos acessórios que podem ser combinados com ela, como o muzzar (espécie de turbante), o assa (bengala ou cajado usado unicamente em ocasiões formais) e o khanjar. O khanjar é uma adaga curva cerimonial, vestida na cintura durante ocasiões formais, e descrita como um símbolo importante da elegância masculina.
Já para as mulheres a roupa nacional é composta de um vestido que cobre calças típicas (sirwal), e uma cobertura na cabeça (lihaf). Normalmente usam cores muito variadas e vibranes. As mulheres omanis também usam tradicionalmente um tipo de sapato com salto de plataforma, embora as gerações atuais já optem por sandálias. O corte das roupas varia de acordo com a região, assim como as cores, os bordados e os materiais usados. As mulheres também complementam suas vestimentas com joias de ouro e cosméticos variados.

## Odhow
Na qualidade de uma nação de navegantes, um símbolo importante para o Omã é o dhow. Estas embarcações a vela vêm sendo usadas por séculos ao longo do litoral da península Arábica, da Índia e da África Oriental, principalmente para o comércio. O primeiro registro do uso do dhow por omanis foi no século VIII indica que eles teriam até mesmo chegado à China.
Atualmente o dhow é usado não só para o comércio, mas também no turismo e na pesca, e pode ser visto por toda a costa do Omã. Os principais portos, como Sohar, Sur, Salalah e Mascate, mantêm uma grande frota de dhows; Sur, em especial, é um centro fabricante da embarcação.

## Comida omani
A comida omani geralmente é muito simples, e utiliza diversas especiarias e marinadas para completar os pratos, que consistem geralmente de frango, peixe e carneiro. Ao contrário da maior parte dos outros países da Ásia, a comida do Omã não é picante, e varia muito de região para região. As refeições cotidianas geralmente apresentam ingredientes como arroz, sopas, saladas, curry e verduras e legumes frescos. Como sobremesa consome-se muito um tipo de doce chamado halwa, servido antes do kahwa - o café omani, muito popular e tido como um símbolo de hospitalidade. Outras bebidas populares são o laban (espécie de leite salgado) e variações do iogurte.
Em ocasiões festivas certos pratos são preparados, especialmente relacionados às tradições islâmicas. No caso do mês sagrado do Ramadã, por exemplo, certos pratos só são preparados neste período.